# Борт кар'єру
Борт (рос. борт, англ. bort, нім. Boort, Bort) -

Профіль бортів.JPG

У відношенні до кар'єру — (англ. pit edge,  flank of an open cast; нім. Tagebaugrenze, Tagebau-rand, Tagebauwand) — бічна стінка, наприклад, борт кар'єру. Б. кар'єру — бокова поверхня, що обмежує кар'єр. Складається з укосів та майданчиків уступів. Відрізняють робочий та неробочий борти кар'єру. Профіль Б.к. у вертикальній площині може бути плоским, опуклим, увігнутим і ламаним; у плані — прямолінійним і криволінійним, з опуклістю убік виробленого простору чи у бік переміщення фронту робіт. Параметри Б.к. характеризуються висотою і кутом нахилу. Висота — відстань по вертикалі між верхнім і нижнім контурами кар'єру. Кут нахилу — кут, утворений горизонтальною площиною з умовною поверхнею, що проходить через верхню і нижню брівки кар'єру.

## Гранична деформація борту кар'єра
Гранична деформація борту кар'єра — найбільша величина зсуву гірських порід, з яких складається борт кар'єру, яка передує активній стадії розвитку деформації. Критичний зсув є основною деформаційною характеристикою порід, за якою оцінюється ступінь стійкості бортів кар'єрів на будь-який момент часу шляхом порівняння реальних деформацій (зсувів) прибортового масиву з критичними величинами зсувів порід, встановлених лабораторними випробуваннями або натурними спостереженнями за деформаціями укосів, які зруйнувались в аналогічних умовах.